# Habrocestoides indicus
Habrocestoides indicus är en spindelart som beskrevs av Prószynski 1992. Habrocestoides indicus ingår i släktet Habrocestoides och familjen hoppspindlar. Inga underarter finns listade i Catalogue of Life.